# Charles Samuel Bovy-Lysberg
Charles Samuel Bovy-Lysberg (Ginebra, 1 de maig de 1821 - 14 de febrer de 1873) fou un pianista i compositor suís.
Va ser deixeble Chopin, a París, i el 1848 se'l nomenà professor de piano de la seva vila natal, on formà alumnes excel·lents.
Deixà més de 150 composicions per a piano, que es distingeixen pel seu gran sentiment poètic i la seva correcta forma, notant-se la influència del seu mestre i de Weber.
També va compondre una òpera còmica, titulada La fille du carrilloneur (1854).